# FIEP
FIEP - Stowarzyszenie Europejskich i Śródziemnomorskich Formacji Policyjno Żandarmeryjnych o Statusie Wojskowym (jęz. ang. International Association of Gendarmeries and Police Forces with Military Status).

## Historia
Organizacja powstała z inicjatywy Francji w 1994 roku kiedy to żandarmeria francuska National Gendarmerie, włoska Carabinieri i hiszpańska Guardia Civil podpisały porozumienie o współpracy. W ten sposób powstała FIE (od pierwszych liter słów France-Italie-Espagne), krótko po tym w 1996 roku do porozumienia dołączyła portugalska Guarda Nacional Republicana. FIE zostało przemianowane na FIEP (ostatnia litera P od Portugal). W 1998 roku do stowarzyszenia dołączyła turecka żandarmeria Jandarma Genel Komutanlığı a rok później holenderska Koninklijke Marechaussee i marokańska Gendarmerie Royale. W 2002 roku przyłączyła się żandarmeria rumuńska Jandarmeria Română. Od 2005 roku członkami obserwatorami w FIEP są argentyńska żandarmeria Gendarmería Nacional Argentina i czilijscy karabinierzy Carabineros de Chile.

## Zadania
Stowarzyszenie ma na celu wymiane informacji pomiędzy wszystkimi członkami, wspólne szkolenia i działania na rzecz polepszenia funkcjonowania i organizacji poszczególnych służb. Między poszczególnymi służbami dochodzi do wymiany funkcjonariuszy żandarmerii, goszczą oni na zasadzie wzajemności u zaprzyjaźnionej służby innego kraju wchodzącego w skład stowarzyszenia.

## Organizacja
Na zasadzie rotacji każdego roku reprezentant innego państwa pełni funkcję przewodniczącego organizacji, powoływany jest on z grona dyrektorów i naczelnych dowódców służb wchodzących w skład FIEP, spotkają się oni na corocznym szczycie poświęconym zadaniom i funkcjonowaniu organizacji. W ramach FIEP działają cztery komisje:
- Komisja Zasobów Ludzkich zajmująca się organizacją szkoleń, spotkań, wymianą funkcjonariuszy
- Komisja Służby Organizacyjnej zajmująca się wymianą informacji pomiędzy poszczególnymi służbami
- Komisja Nowych Technologii i Logistyki zajmująca się wymianą wiedzy w zakresie badań nad nowymi technologiami mogącymi usprawnić działania poszczególnych służb
- Komisja Spraw Europejskich mająca za zadanie tworzenie projektów działania służb mundurowych, które mogłyby mieć zastosowanie w służbach krajów europejskich niebędących członkami FIEP.